# Gay Star News

Gay Star News (GSN) est un site Web d'information consacré aux événements liés à la communauté LGBTI (lesbiennes, gays, bisexuels, transgenres et intersexes), dont le siège se trouve au Royaume-Uni et qui a été fondé par Tris Reid-Smith et Scott Nunn en décembre 2011.
Le site rend compte des dernières nouvelles en matière de politique internationale, de religion, d'affaires, de criminalité, de divertissement et de style de vie. Le site propose également des interviews de membres de la communauté LGBTI. Une équipe de journalistes professionnels basés à l'étranger traite les sujets quotidiens. Gay Star News est également alimenté par des articles rédigés par des militants LGBTI, des indépendants, des blogueurs, des universitaires, des historiens, des célébrités et des personnalités.
Le site comporte des sections "actualités", "divertissement", "reportages", "voyages", "GSN aime" et "commentaires", "affaires", "famille", "soutien" et "fiertés et festivals". Les lecteurs pouvaient publier des commentaires, partager et aimer des histoires pour les afficher sur les réseaux sociaux en ligne, notamment Facebook, Instagram, Twitter, YouTube, Weibo et LinkedIn.
Le 30 juillet 2019, GSN annonce la fermeture de ses portes après presque huit ans, en raison de la chute de ses revenus due à une incapacité à monétiser,. Cependant, à la suite de l'acquisition de la propriété intellectuelle de GSN par Iconic Labs, la publication a repris.

## Historique
Gay Star News a été lancé avec le soutien des investisseurs Goldman Sachs, PricewaterhouseCoopers et National Australia Bank le 16 janvier 2012. Stephen Fry a alors tweeté son soutien à ses 3,7 millions de followers, et est crédité par Gay Star News pour avoir fait régulièrement la publicité de leur site.
En 2012, le site a remporté le prix Stonewall UK de la publication de l'année.
La politique éditoriale de Gay Star News est de publier des médias pro-LGBTI sans militantisme. Les annonceurs couramment vus sur le site sont : Fonds international pour la protection des animaux, assurances Direct Line, Lufthansa Airways, Travelex, Lloyds Bank, Smirnoff, Blued, Manchester United, late night rooms, Alfa Romeo, Heathrow, Snickers, Hoseasons, naked wines, npower, Fujitsu, the co-operative, the London Women's Clinic, Knight Frank, DigitasLBI et plusieurs groupes de soutien à la fierté.
En 2016, Gay Star News a lancé Digital Pride, un programme annuel d'une semaine de discussions en ligne, d'articles et d'événements vidéo visant à promouvoir la fierté LGBTI dans le monde entier, en particulier auprès de ceux qui se trouvent dans des pays confrontés à l'oppression.
En 2017, il a publié une série d'articles percutants sur le "chemsex" une référence argotique pour la façon dont certains hommes gays et bisexuels s'adonnent à la prise de drogue et à l'activité sexuelle, incluant des recherches sur la prévalence de la pratique et l'impact négatif sur la vie de certains hommes,.